# Alderson (West Virginia)
Alderson is een plaats (town) in de Amerikaanse staat West Virginia, en valt bestuurlijk gezien onder Greenbrier County en Monroe County.

## Demografie
Bij de volkstelling in 2000 werd het aantal inwoners vastgesteld op 1091.
In 2006 is het aantal inwoners door het United States Census Bureau geschat op 1082, een daling van 9 (-0,8%).

## Geografie
Volgens het United States Census Bureau beslaat de plaats een oppervlakte van
2,4 km², waarvan 2,3 km² land en 0,1 km² water. Alderson ligt op ongeveer 516 m boven zeeniveau.

## Plaatsen in de nabije omgeving
De onderstaande figuur toont nabijgelegen plaatsen in een straal van 24 km rond Alderson.